# Neurofisiologia
A neurofisiologia é um ramo da fisiologia que tem como objeto de estudo o funcionamento do sistema nervoso. Faz parte do campo científico denominado neurociência.
Relaciona-se com a eletrofisiologia, neuroanatomia, neurobiologia, neuroendocrinologia e neuroimunologia; contribuindo para ciências médicas aplicadas como a neurologia e neurofisiologia clínica.